# Precesión nodal

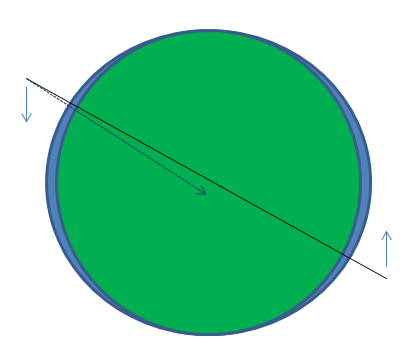
El abultamiento ecuatorial torsiona la órbita de un satélite, lo que lleva a una precesión nodal

La precesión nodal es la precesión del plano orbital de un satélite alrededor del eje de rotación de un cuerpo astronómico como la Tierra. Esta precesión se debe a la naturaleza no esférica de un cuerpo giratorio, lo que crea un campo gravitatorio no uniforme. La siguiente discusión se relaciona con la órbita terrestre baja de los satélites artificiales, que no tienen un efecto medible sobre el movimiento de la Tierra. La precesión nodal de satélites naturales más masivos como la Luna es más compleja.
Alrededor de un cuerpo esférico, un plano orbital permanecería fijo en el espacio alrededor del cuerpo primario gravitacional. Sin embargo, la mayoría de los cuerpos giran, lo que provoca un abultamiento ecuatorial. Este abultamiento crea un efecto gravitacional que hace que las órbitas tengan una precesión alrededor del eje de rotación del cuerpo primario.
La dirección de precesión es opuesta a la dirección de revolución. Para una órbita progresiva típica alrededor de la Tierra (es decir, en la dirección de rotación del cuerpo primario), la longitud del nodo ascendente disminuye, es decir, el nodo realiza una precesión hacia el oeste. Si la órbita es retrógrada, esto aumenta la longitud del nodo ascendente, es decir, el nodo precesa hacia el este. Esta progresión nodal permite que las órbitas heliosincrónicas mantengan un ángulo casi constante con respecto al Sol.

## Descripción
Un cuerpo no giratorio de escala planetaria o mayor sería atraído por la gravedad hasta adoptar una forma esférica. Sin embargo, prácticamente todos los cuerpos giran. La fuerza centrífuga deforma el cuerpo para que tenga un abultamiento ecuatorial . Debido a la protuberancia del cuerpo central, la fuerza gravitatoria sobre un satélite no se dirige hacia el centro del cuerpo central, sino que se desplaza hacia su ecuador. Cualquiera que sea el hemisferio del cuerpo central sobre el que se encuentra el satélite, se atrae preferentemente hacia el ecuador del cuerpo central. Esto crea un par en el satélite. Este par no reduce la inclinación; más bien, provoca una precesión giroscópica inducida por el par, lo que hace que los nodos orbitales se desplacen con el tiempo.